# فيويلسبورج
Wewelsburg (تُلفظ بالألمانية: [ˈveːvl̩sbʊɐ̯k]) هي قلعة عصر النهضة تقع في قرية فيويلسبورج، وهي منطقة في بلدة بورن، ويستفاليا، في لاندكريس بادربورن في الشمال الشرقي من شمال الراين وستفاليا، ألمانيا. تتميز القلعة بتصميم ثلاثي - ثلاثة أبراج مستديرة متصلة بجدران ضخمة. بعد عام 1934، تم استخدامه من قبل قوات الأمن الخاصة في عهد هاينريش هيملر، وكان من المقرر توسيعه إلى مجمع من شأنه أن يكون بمثابة موقع عبادة SS المركزي.
بعد عام 1941، وضعت خطط لتوسيعه ليكون «مركز العالم». في عام 1950، أعيد فتح القلعة كمتحف ونزل للشباب. (نزل الشباب هو واحد من أكبر بيوت الشباب في ألمانيا). تستضيف القلعة اليوم المتحف التاريخي لأسقفية الأمير بادربورن ومتحف ويويلسبورج 1933-1945 التذكاري.

## التاريخ

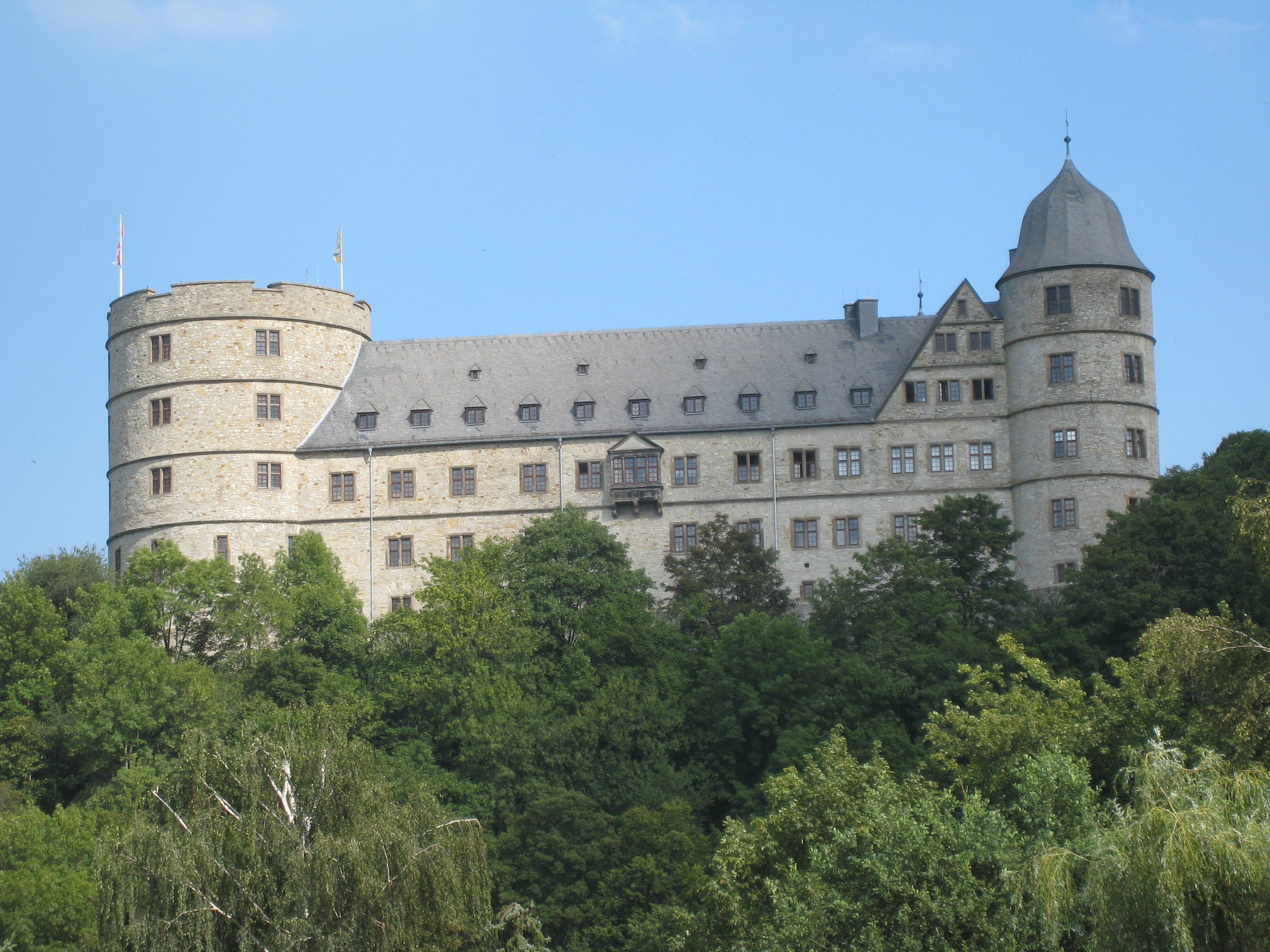
Wewelsburg

## الحواشي
1. ↑  مُعرِّف مشروع في موقع "أرش إنفورم" (archINFORM): 15114. مذكور في: أرش إنفورم. الوصول: 31 يوليو 2018. لغة العمل أو لغة الاسم: الألمانية.
2. ↑  مُعرِّف مشروع في موقع "أرش إنفورم" (archINFORM): 15114. مذكور في: أرش إنفورم. الوصول: 30 يوليو 2018. لغة العمل أو لغة الاسم: الألمانية.
3. ↑  "Wewelsburg 1933–1945. Cult- and terror place of the SS" (PDF). lwl.org. ص. 214. مؤرشف من الأصل (PDF) في 2019-11-08.
4. ↑  James Bjorkman, "Heinrich Himmler: Hitler's Executioner," World War II in Pictures, Retrieved 5 January 2019. نسخة محفوظة 20 يوليو 2019 على موقع واي باك مشين.

## روابط خارجية
- 60 عامًا من نهاية الحرب - Wewelsburg: SS-cult and KZ-Terror (بالألمانية)

- NS Memorial in NRW (بالألمانية)

- 22 سبتمبر 1934 - استيلاء هاينريش هيملر على Wewelsburg (بالألمانية)

- مخططات لـ SS Order Castle Wewelsburg (بالألمانية)

- Kreismuseum Wewelsburg - الموقع الرسمي
- الوثائق «Wewelsburg 1933–1945. مكان العبادة والإرهاب لـ SS» 4.83 ميغابايت (بالألمانية)

- نزل الدولية الصفحة ل Wewelsburg نزل